# Libro di Abramelin
Il Libro di Abramelin, o La Magia Sacra di Abramelin il Mago, è un grimorio in forma di autobiografia in cui l'autore di nome Abraham Ben Simon, un ebreo di Worms che si ritiene sia vissuto tra il 1362 e il 1458 circa, espone il sistema di conoscenze magiche appreso dal mago e taumaturgo egiziano Abramelin, per trasmetterlo a sua volta a suo figlio Lamech.
Tradotto dall'ebraico al latino nel 1458 a Venezia, conobbe una prima pubblicazione a Colonia, in Germania, nel 1725 ad opera di Peter Hammer, e venne quindi riscoperto intorno al 1898 nella Biblioteca dell'Arsenal di Parigi da MacGregor Mathers, il fondatore dell'ordine ermetico della Golden Dawn, che lo tradusse in inglese, e dall'esoterista Robert Ambelain che ne diede alle stampe una versione in francese.
Da allora il libro divenne popolare negli ambienti dell'esoterismo.

## Struttura e contenuto del libro
Il libro è scritto in prima persona come un romanzo epistolare, in cui Abraham di Worms descrive la propria vita e il viaggio che l'ha portato dalla Germania in Egitto, dove ha incontrato il mago Abra-Melin, il quale lo ha iniziato ai segreti della cabala e della magia. Abraham mise per iscritto questa conoscenza per trasmetterla a suo figlio Lamech.
L'opera è composta nel complesso da tre libri, ciascuno dei quali è diviso in più capitoli:
1. Il primo contiene l'autobiografia di Abramo e i consigli da lui rivolti al figlio Lamech.
2. Il secondo fornisce una descrizione generale sui poteri magici e il modo di acquisirli.
3. Il terzo descrive le pratiche operative da attuare per poter esplicare questi poteri.

### Primo libro
I dodici capitoli del primo libro non hanno un sottotitolo come gli altri due. Esso costituisce una sorta di introduzione agli altri libri che si addentrano approfonditamente nella dottrina magica e operativa di Abra-Melin.
Abraham inizia col dispensare diverse istruzioni a suo figlio Lamech, mettendolo al corrente dei suoi tentativi di acquisire la sapienza divina. Egli racconta dell'insegnamento infruttuoso ricevuto dal rabbino Moses, durato quattro anni, dell'incontro col giovane ebreo Samuele, e del loro tragitto tra la Germania, la Boemia, l'Ungheria, la Grecia, fino a Costantinopoli, dove Samuele morì.
Descrive quindi un viaggio in Egitto dove rimase altri quattro anni, poi in Terra santa, nelle distese dell'Arabia, e di nuovo in Egitto dove finalmente incontrò un mago molto istruito di nome Abra-Melin, che viveva in una città di nome Arachi, o Araki, presso il Nilo, ai confini del deserto. Dopo avergli promesso di vivere «secondo la Via e la Legge del Signore», Abraham ricevette da lui due manoscritti, che s'impegnò a ricopiare, i quali costituiscono il contenuto dei due successivi libri. Tornato da lui dopo 15 giorni, Abramelin gli chiese dieci fiorini d'oro, che costui ridistribuì a 72 poveri del villaggio.
Dopo essere rimasto per qualche tempo a studiare la sua Scienza Sacra, Abraham ripartì per Costantinopoli, dove salpò per Venezia, e poi passando per Trieste e la Dalmazia fece ritorno in Germania.
Nei capitoli seguenti egli descrive i vari maghi e occultisti da lui incontrati durante i suoi viaggi, quindi fornisce una panoramica sulle pratiche magiche apprese, sui successi e le abilità così ottenuti, tra cui ad esempio uno spirito famiglio da lui donato all'imperatore Sigismondo, dando alla fine una serie di suggerimenti e avvertimenti.

### Secondo libro
Nel secondo libro Abramo spiega i fondamenti della magia sacra, elencando le azioni preparatorie e tutto ciò che deve essere fatto per eseguire un rito di successo. 
In esso si trovano anche ammonimenti contro l'uso di altri grimori, di pratiche erronee e nomi barbari deprecati, oltre all'affermazione che non è necessaria l'osservanza delle ore planetarie previste dall'astrologia.
Capitoli speciali sono dedicati all'invocazione di spiriti buoni e cattivi, in cui si sottolinea l'importanza dell'Angelo Custode quale mediatore tra il mago operatore ed il mondo soprannaturale: il suo angelo personale è destinato ad apparirgli quando egli abbia concluso in maniera impeccabile le complesse cerimonie previste, dedicandosi inoltre alla preghiera, astenendosi dall'alcol, e vivendo in castità.
Nel diciannovesimo capitolo Abramo elenca i nomi dei quattro principi dell'inferno da invocare: Lucifero, Leviathan, Satana e Belial; poi quelli degli otto sotto-principi: Astaroth, Magoth, Asmodeus, Beelzebub, Oriens, Paimon, Ariton ed Amaimon; e infine dei loro demoni subordinati. Questi spiriti vanno infatti «legati» e dominati per evitare la loro influenza nefasta.

### Terzo libro
Il terzo libro fornisce istruzioni per applicare concretamente i poteri così acquisiti, elencando una serie di talismani in forma di quadrati magici che hanno la singolarità di usare lettere al posto dei numeri.
I principi e gli spiriti maligni devono giurare di sottomettersi ad essi.
In particolare ogni talismano può essere usato per costringere uno spirito a svolgere un compito specifico, in maniera simile a quanto viene prescritto nella Chiave di Salomone. Uno dei talismani presenti nel libro è ad esempio il seguente schema quadrato di lettere (rolor, obufo, luaul, ofubo, rolor), forse basato sulla parola ebraica rol, cioè «muoversi in fretta»:
R O L O R

O B U F O

L U A U L

O F U B O

R O L O R
Il suo uso corretto consentirebbe di compiere prodigi, tra cui conferire all'operatore la capacità di trasformarsi in un corvo.
Numerosi altri quadrati descritti nel libro darebbero poteri come l'abilità di camminare sott'acqua quanto si vuole, trovare tesori, riuscire a volare, conoscere i segreti delle persone, guarire dalle malattie, diventare invisibili, cambiare la propria fisionomia, preparare un unguento noto come «olio di Abramelin» per compiere operazioni di alta magia, effettuare incantesimi d'amore, e così via.

## Storia del manoscritto
Sulla storia e l'origine del manoscritto esistono pareri discordanti. La più antica copia di cui si abbia certezza, scritta a mano e conservata nella Biblioteca Oppenheimer di Oxford, risale al 1608, seguita da un'altra trascrizione del XVIII secolo, oggi alla Biblioteca dell'Arsenale di Parigi.
Queste versioni non sono solo anteriori, ma anche più dettagliate e precise rispetto alla traduzione resa nota da Mathers nel 1898, che conterrebbe alcune lacune e inesattezze. I manoscritti più vecchi presentano inoltre un quarto libro aggiuntivo, assente nell'edizione di Mathers.

### Traduzioni italiane
- La Magia Sacra di Abramelin il Mago, a cura di Luciano Pirrotta, Roma, Atanor, 1980.
- Magia della Cabala. Testo e commento del Libro della Magia Sacra di Abra-melin il Mago, a cura di S. L. McGregor Mathers, trad. it. di Mario Monti, Roma, Mediterranee, 1981.
- La magia sacra di Abramelin il mago, a cura di Robert Ambelain, trad. it. di S. Mariani, Roma, Venexia, 2005.